# Leptoteratura jona
Leptoteratura jona är en insektsart som beskrevs av Yamasaki 1987. Leptoteratura jona ingår i släktet Leptoteratura och familjen vårtbitare. Inga underarter finns listade i Catalogue of Life.